# Leiocassis micropogon
Leiocassis micropogon es una especie de peces de la familia Bagridae en el orden de los Siluriformes.

## Morfología
• Los machos pueden llegar alcanzar los 18,3 cm de longitud total.

## Distribución geográfica
Se encuentra en Malasia e Indonesia.